# Ringwoodit
Ringwoodit är en högtrycksfas av Mg2SiO4 som bildas vid höga temperaturer och tryck i jordens mantel på mellan 525 och 660 km djup. Det är polymorft av olivinfasen forsterit, ett magnesiumjärnsilikat. Ringwoodit kan innehålla hydroxidjoner i sin struktur.
Ringwoodit har påvisats djupt ner i jordmanteln och beräkningar tyder på att det kan finnas motsvarande en till tre gånger världshavens volym av vatten i mantelns övergångszon vid 410 till 660 km djup. 
Ringwoodit identifierades första gången i Tenhammeteoriten 1969, då man också drog slutsatsen att mineralet kan förekomma i stor mängd i jordens mantel. Mineralet namngavs efter den australiensiska geologen Alfred Ringwood (1930-1993), som studerat polymorfa fasövergångar i mantelmineralen olivin och pyroxen vid tryck motsvarande djup så stora som ca 600 km.

## Egenskaper

### Kristallstruktur
Ringwoodit kristalliserar i isometriska kristallsystem med rymdgruppen Fd{\displaystyle {\overline {3}}}m. På atomnivå är kisel och magnesium i oktaedrisk och tetraedrisk koordination med syre, som Si-O- respektive Mg-O-bindning som är både jonisk och kovalent. Den kubiska enhetscellparametern är 8,063 Ångström för ren Mg2SiO4 och 8,234 Ångström för ren Fe2SiO4.

### Kemisk sammansättning
Sammansättningen av ringwoodit kan variera från ren Mg2SiO4 till Fe2SiO4 vid syntesexperiment. Ringwoodit kan innehålla upp till 2,6 viktprocent vatten.

### Fysikaliska egenskaper

Molarvolym vs. tryck vid rumstemperatur för ringwoodit γ-Mg_{2}SiO_{4}

Molarvolym vs. tryck vid rumstemperatur för ahrensit γ-Fe_{2}SiO_{4}

De fysikaliska egenskaperna hos ringwoodit påverkas av tryck och temperatur. Den beräknade densiteten hos ringwoodit är 3,564 g/cm3 för ren Mg2SiO4, 3,691 för Fo90-sammansättning som är typisk för jordmanteln och 4,845 för Fe2SiO4. Ringwoodit är isotropiskt och har ett brytningsindex av ŋ=1,768.
Färgen på ringwoodit varierar mellan meteoriter, mellan olika ringwooditbärande aggregat och även i ett och samma aggregat. Ringwooditaggregaten kan uppvisa alla nyanser av blått, lila, grått och grönt, eller ingen färg alls.
En närmare granskning av färgade aggregat visar att färgen inte är homogen, utan verkar härstamma från något med en storlek liknande ringwooditkristalliternas. I syntetiska prover, är ren Mg-ringwoodit färglös, medan prover som innehåller mer än en molprocent Fe2SiO4 är djupt blå till färgen. Färgen tros bero på laddningsöverföring från Fe2+ till Fe3+.

## Förekomst
Ringwoodit tros vara den vanligast förekommande mineralfasen i den nedre delen av jordmantelns övergångszon. De fysikaliska och kemiska egenskaperna hos mineralet bestämmer delvis egenskaperna hos manteln vid dessa djup. Tryckområdet för stabilitet av ringwoodit ligger i det ungefärliga området 18-23 GPa.
Bortsett från manteln, har naturlig ringwoodit hittats i många störtade kondritmeteoriter, i vilka ringwoodit förekommer som finkorniga polykristallina aggregat.